# پیر شودرلو دو لاکلو
پیر-آمبرواز شودرلو دو لاکلو (به فرانسوی: Pierre-Ambroise Choderlos de Laclos) نویسنده و ارتشی قرن هجدهم میلادی اهل فرانسه است.

## آثار
- روابط خطرناک (1782) - به فارسی تحت عنوان گزند دلبستگی ترجمه شده است.
- از جنگ و از صلح (1795)